# Apiacá
Apiacá is een gemeente in de Braziliaanse deelstaat Espírito Santo. De gemeente telt 7.883 inwoners (schatting 2009).
De gemeente grenst aan Mimoso do Sul, Bom Jesus do Norte, São José do Calçado en Bom Jesus do Itabapoana.